# オトナチック/無垢な季節
「オトナチック／無垢な季節」（オトナチック/むくなきせつ）は、ゲスの極み乙女。の通算4枚目のシングル。2015年10月14日にワーナーミュージック・ジャパンから発売された。

## 概要
前作「ロマンスがありあまる」から4か月ぶりのシングルリリースとなった。バンド1作目のシングルである「猟奇的なキスを私にして/アソビ」以来、2枚目の両A面シングルである。
今作は、2015年6月に幕張メッセで行われた「ゲス乙女集会vol.4 〜幕張編〜」のライブ映像などを収録したDVDを付属した初回限定盤、通常盤の2形態で発売された。なお2形態ともに12ページのブックレットが付属する。

## 楽曲について
オトナチック
docomo「dヒッツ」CMソング
2015年10月4日にMVが公開された。監督は東市篤憲、制作はオクナックで、MADムービー風に制作されている。
2015年10月10日に放映されたNHK『SONGS』で初披露され、TBS系列『COUNT DOWN TV』でも同様に披露された。
無垢な季節
ミュージックビデオは2015年8月27日にショートバージョンが、2015年10月14日にフルバージョンが公開された。全編がアニメーションとなっており、原画を福井伸実が、制作をONIONSKINが務めた。
「夏が終わっていく儚さをギリギリのアレンジで表現しています。途中のベースオンリーになる所からの展開が僕の作曲者的目線から言う一番の聴き処です。」と川谷は語っている。また、休日課長は件のベースラインを弾くことを川谷に伝えられた際、「えっこれ弾くの？マジで？」という反応をしていた。
当シングルの発売前に、同年8月28日午前0時より配信シングルとしてリリースされた。

## 収録曲・収録映像
全曲 作詞・作曲：川谷絵音、編曲：ゲスの極み乙女。

### CD
| #         | タイトル         | 作詞  | 作曲・編曲 | 時間 |
| --------- | ---------------- | ----- | ---------- | ---- |
| 1.        | 「オトナチック」 |       |            | 4:27 |
| 2.        | 「無垢な季節」   |       |            | 3:31 |
| 3.        | 「O.I.A.」       |       |            | 3:23 |
| 4.        | 「灰になるまで」 |       |            | 5:03 |
| 合計時間: | 合計時間:        | 16:24 |            |      |

### デジタルダウンロード
| #         | タイトル       | 作詞 | 作曲・編曲 | 時間 |
| --------- | -------------- | ---- | ---------- | ---- |
| 1.        | 「無垢な季節」 |      |            | 3:31 |
| 合計時間: | 合計時間:      | 3:31 |            |      |

### 初回限定盤DVD
| #  | タイトル                                              | 作詞 | 作曲・編曲 |
| -- | ----------------------------------------------------- | ---- | ---------- |
| 1. | 「星降る夜に花束を（ゲス乙女集会 vol.4 〜幕張編〜）」 |      |            |
| 2. | 「ドレスを脱げ（ゲス乙女集会 vol.4 〜幕張編〜）」     |      |            |
| 3. | 「休日課長の愛のカレー作り」                          |      |            |
| 4. | 「突撃！ゲスな六本木街頭リサーチ」                    |      |            |

## 参加メンバー
オトナチック/無垢な季節
- 川谷絵音：ボーカル/ギター (#1,#3,#4)/プログラミング
- 休日課長：ベース/コーラス
- ちゃんMARI：キーボード/コーラス
- ほな・いこか：ドラムス/コーラス

サポート
- 佐々木みお：コーラス (#1,#2,#3)
- 服部恵津子：コーラス (#1,#2)

初回限定盤DVD(ゲス乙女集会 vol.4 〜幕張編〜)
- 川谷絵音：ボーカル/ギター (#2)
- 休日課長：ベース/コーラス
- ちゃんMARI：キーボード/コーラス
- ほな・いこか：ドラムス/コーラス

サポート
- 佐々木みお：コーラス (#1,#2)
- 服部恵津子：コーラス (#1,#2)

## 解禁日と発売日一覧
| 国   | 発売元/配信元                  | 発売日/配信日  | 規格                                       | 規格品番                |
| ---- | ------------------------------ | -------------- | ------------------------------------------ | ----------------------- |
| 日本 | ワーナーミュージック・ジャパン | 2015年8月28日  | 配信シングル - 「無垢な季節」              | デジタル・ダウンロード  |
| 日本 | ワーナーミュージック・ジャパン | 2015年10月14日 | シングル - 1CD+1DVD - 1CD                  | WPZL-31128/9 WPCL-12174 |
| 日本 | ワーナーミュージック・ジャパン | 2015年10月14日 | 配信シングル - 「オトナチック/無垢な季節」 | デジタル・ダウンロード  |
| 日本 | dヒッツ                        | 2015年10月14日 | 音楽配信                                   | 定額制音楽配信          |